# كينيث بورتر
كينيث بورتر (بالإنجليزية: Kenneth Porter)‏ هو شاعر أمريكي، ولد في 1905، وتوفي في 1981.